# Fátima de Córdoba
Mûnah Fâtimah bint b. al-Muthannâ, conocida como Fátima de Córdoba (siglo XII) fue una mística sufí andalusí, maestra, junto a Shams de Marchena —dos grandes mujeres del sufismo— de Ibn Arabi.        
Nació en Córdoba (de ahí el sobrenombre con el que se la conoció), pero se trasladó a raíz de su matrimonio a Sevilla. Al poco tiempo, el marido enfermó de lepra y ella lo cuidó durante veinticuatro años, ganándose la vida como costurera, labor que le deformó los dedos. A la muerte del marido se retiró a vivir a una cabaña a las afueras de la ciudad, alimentándose solo con los restos que la gente le dejaba a la puerta. Recibía numerosas visitas y pronto su fama de mujer sabia y santa se extendió, lo que le hizo contar con numerosos discípulos.
  

La mayor parte de los detalles sobre su vida los conocemos gracias a los comentarios que en sus obras dejó su discípulo Arabi, quien desde el primer momento se sintió impresionado por ella. Arabi la conoció tras haber dejado su Murcia natal para trasladarse a Sevilla. Ibn Arabi era joven y Fátima nonagenaria, pero le impresionó la belleza que aún conservaba:  
Cuando la conocí, ya tenía 90 años y se alimentaba de restos de alimentos. Aunque tan vieja y comía tan poco, me daba vergüenza mirarla a la cara, pues la tenía rosada y fresca.
En aquella época, era normal que las mujeres en el Al-Andalús fueran con el rostro descubierto, por lo que en otro momento va más allá en las alabanzas de su belleza comparándola con una adolescente como «señal inequívoca de que había sido colmada por la gracia de Dios». Arabi, junto a otros compañeros, le construyó una cabaña de cañas donde residió hasta su muerte, pues aún vivió algunos años más.   
Alcanzó gran fama por los prodigios telepáticos y evocaciones que realizaba. Entraba a menudo en trance, pues estaba en continuo trato con Dios. Gracias a su gran poder de concentración espiritual, había conseguido poner a su servicio a la azora Al-Fātiḥas ('la que abre'), la primera plegaria del Corán, que tomaba la figura de un ángel para cumplir sus deseos. Según su discípulo, nunca se aprovechó de estos yinns para salir de la pobreza.
Fue decisiva en la formación y vocación de Ibn Arabî, al que solía decirle: «Yo soy tu madre divina y la luz de tu madre terrestre»; intercedió asimismo ante su familia, pues no había sido muy bien acogida la vocación del joven en la familia. La madre de Arabî también frecuentaba la cabaña y Fátima le habló así sobre su hijo: «¡Oh luz! ¡Este es mi hijo y él es tu padre! ¡Tratale con piedad filial y no lo aborrezcas!». Este pensamiento de ser la madre hija de su propio hijo estaba muy en boga en la época, también en el cristianismo como muestra el canto XXXIII de la Divina comedia: «¡Oh, Virgen madre, hija de tu hijo!».

La sintonía entre Fátima y Arabi fue completa, pues ella vio en él cualidades sin iguales, siempre según lo relatado por él: 
Los otros vienen a verme con una parte de ellos mismos, dejando en sus casas la otra parte, mientras que mi hijo Ibn Arabí es un consuelo para mí, él es la frescura de mis ojos, porque cuando viene a verme, viene todo entero; cuando se levanta, se levanta toda su persona y cuando se sienta, se sienta con toda su persona. No deja nada de sí mismo, en otra parte. De esta forma es como conviene estar en la Vía.